# Armix
Armix är en kommun i departementet Ain i östra Frankrike. Kommunen ligger  i kantonen  Virieu-le-Grand som ligger i arrondissementet Belley. Kommunens areal är 6,82 km². År 2022 hade Armix 25 invånare.

## Befolkningsutveckling
Antalet invånare i kommunen Armix
Referens: INSEE